# کاناچ تالا
کاناچ تالا (به ارمنی: Կանաչ թալա) یک منطقهٔ مسکونی در جمهوری آرتساخ است که در استان شوشی واقع شده‌است.